# Sphecozone tumidosa
Sphecozone tumidosa là một loài nhện trong họ Linyphiidae.
Loài này thuộc chi Sphecozone. Sphecozone tumidosa được Eugen von Keyserling miêu tả năm 1886.